# 河西宏一
河西 宏一（かさい こういち、1979年〈昭和54年〉6月25日 - ）は、日本の政治家。公明党所属の衆議院議員（2期）。公明党青年局長。

## 来歴

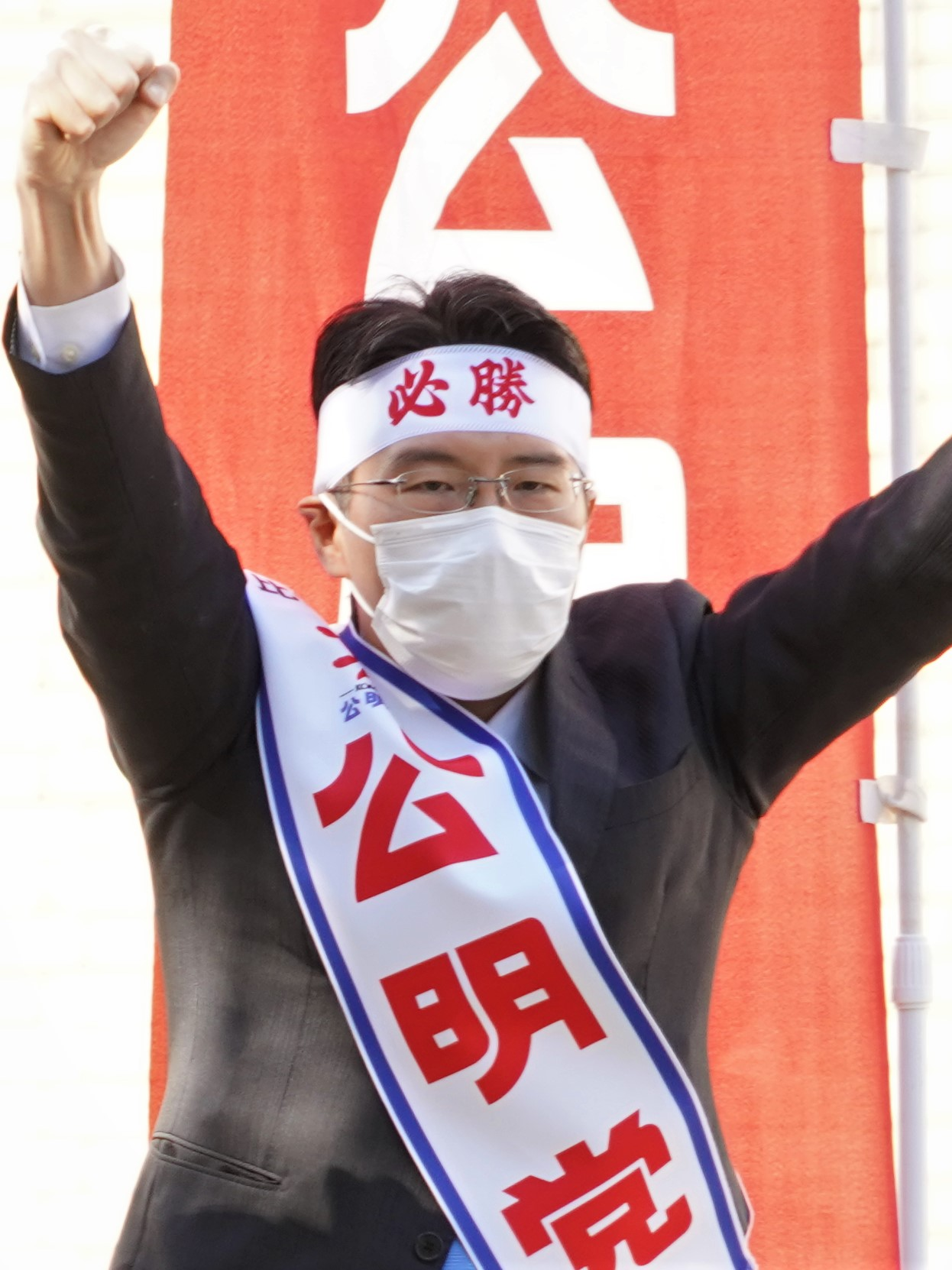
大森駅前にて（2021年10月30日）

新潟県長岡市出身。製薬業の曽祖父、製鉄業の祖父、建設業の父、アートディレクターの弟を擁する技術者一家で育つ。杉並区立方南幼稚園、杉並区立方南小学校、鎌倉市立第一小学校、私立創価中学校・高等学校を経て、東京大学工学部応用物理学科に進学した。
大学卒業後、松下電器産業（現：パナソニック）に入社し、トヨタ自動車向けカーナビゲーションの設計・開発などに従事する。
2021年10月31日投開票の第49回衆議院議員総選挙に公明党公認で比例東京ブロック単独2位で立候補し、初当選を果たす。2024年10月27日投開票の第50回衆議院議員総選挙では比例東京ブロック単独1位で立候補し、再選を果たした。

## 人物
- 東京都北区在住。妻（手話通訳士）、子供2人の4人家族。
- 身長：187.5cm。
- 座右の銘は「真剣勝負」[6]。

## 役職歴
公明党
- 青年局長[7]
- 選挙対策副委員長
- 学生局長
- 青年委員会副委員長
- 青年局次長
- 東京都本部副代表
- 東京都本部選挙対策委員長代理[8]
- 公明党東京都本部ポストコロナ経済再生プロジェクトチーム座長

## 政策・主張
- 学術研究や技術開発に取り組んだ経験を持つ人間として「わが国日本最大の資源は人材と技術」であることを胸に、どこまでも現場を歩き、日本を「人材立国」「科学技術立国」として押し上げることを目指す[8]。
- 核兵器について「人類の生存を脅かし、長期にわたって地球環境を破壊するものであり、その使用はいかなる理由があっても許されるものではない」と考え、核兵器禁止条約への日本の署名・批准に賛同する[9]。
- 差異が生きづらさや制約につながる社会であってはならないとして、同性婚の法制化に賛成する[10]。
- 交通事故被害者やその家族・遺族への支援制度をまとめた「交通事故被害者ノート」の作成に尽力し、ヤングケアラーを含む被害者の子どものケアについても支援策に盛り込ませた[11]。

## 選挙
| 当落 | 選挙                   | 執行日         | 選挙区           | 政党   | 得票数 | 得票率 | 定数 | 得票順位 /候補者数 | 政党内比例順位 /政党当選者数 |
| ---- | ---------------------- | -------------- | ---------------- | ------ | ------ | ------ | ---- | ------------------ | ---------------------------- |
| 当   | 第49回衆議院議員総選挙 | 2021年10月31日 | 比例東京ブロック | 公明党 |        |        | 17   | /                  | 2/2                          |
| 当   | 第50回衆議院議員総選挙 | 2024年10月27日 | 比例東京ブロック | 公明党 |        |        | 19   | /                  | 1/2                          |